# مرير طويل المنقار
المرير طويل المنقار واسمه العلمي (باللاتينية: Picris longirostris) نوع نباتي ينتمي إلى جنس المرير من الفصيلة النجمية.

## الموئل والانتشار
موطنه بلاد الشام وسيناء.

## مرادفات للاسم العلمي
- (باللاتينية: Picris blancheana Boiss.)
- (باللاتينية: Picris damascena Boiss. & Gaill.)